# Sarchem
Sarchem ist ein Ortsteil der Stadt Hitzacker (Elbe) im Landkreis Lüchow-Dannenberg in Niedersachsen.

## Geographie
Der Ort liegt zwei Kilometer westlich der Innenstadt von Hitzacker.

## Geschichte
Für das Jahr 1848 wird angegeben, dass Sarchem sieben Wohngebäude hatte, in denen 46 Einwohner lebten. Außerdem wird die dazugehörige Mühle mit einem Wohngebäude mit sechs Einwohnern angegeben. Zu der Zeit war der Ort nach Hitzacker eingepfarrt, wo sich auch die Schule befand.
Am 1. Dezember 1910 hatte Sarchem als eigenständige Gemeinde im Kreis Dannenberg 78 Einwohner.